# Adhemarius blanchardiorum
Adhemarius blanchardiorum är en fjärilsart som beskrevs av Ronald W. Hodges 1985. Adhemarius blanchardiorum ingår i släktet Adhemarius och familjen svärmare. Inga underarter finns listade i Catalogue of Life.